# Casale del Pozzo
(Giampiero Marrazzo.)
Il Casale del Pozzo, anticamente dei Pozzi, (in dialetto locale O' Casale d'o' puzzo), è un antico rione di Nocera Inferiore, chiamato così per il pozzo ubicato nell'antico portone di "Casa Tortora"; in passato c'erano anche altri pozzi ora coperti e non più visibili. Il rione conta circa 700 abitanti.
Forma con i rioni di Capocasale e Casale Nuovo, il quartiere di Capocasale.
Il rione, inoltre, è citato nei romanzi di Domenico Rea.

## Geografia

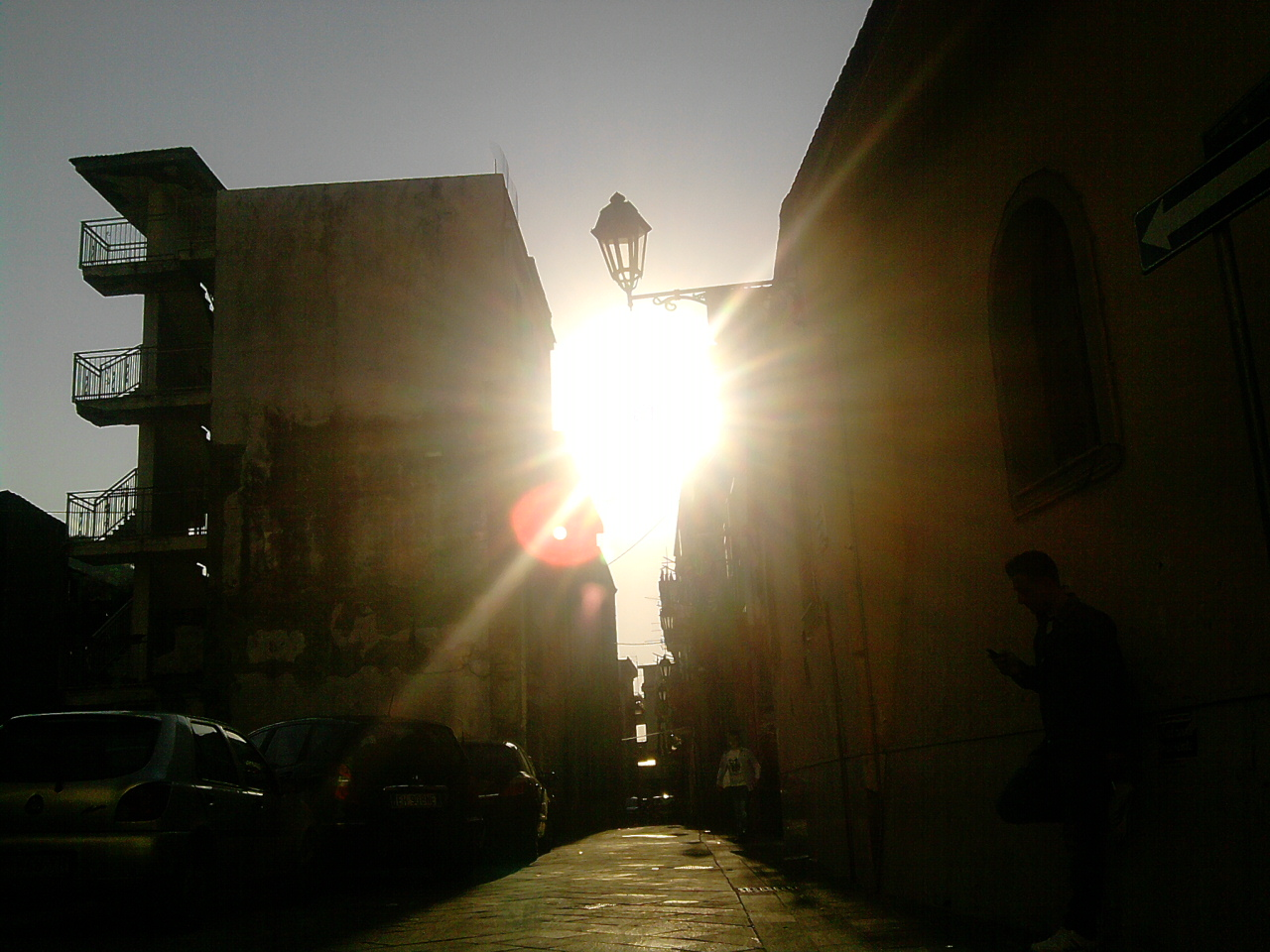
L'incrocio tra via Federici e via Forino

Il rione si è sviluppato lungo l'asse del corso vecchio è come il vicino Capocasale, diviso in zona pedemontana e rione, quindi ha la caratteristica di essere costruito in spiovenza ed anch'esso è tagliato in due dalla SS18, che divide la zona pedemontana dal rione appunto.
Data la strategica posizione ai piedi del monte, dispone della presenza di giardini e piccoli appezzamenti di terra coltivabile.
Il nome è senza dubbio indicativo, infatti nel sottosuolo del rione sono presenti numerose falde acquifere, un tempo usate appunto come pozzi.
Il rione è strettamente confinante coi rioni di Capocasale, Marrata e Casale Nuovo.
Il rione si divide idealmente in quattro zone:
Mmiez' o' puzzo (In mezzo al pozzo), che sta ad indicare la "porta" del Casale e coincide appunto con l'incrocio di via Francesco Federici e di Corso Vittorio Emanuele, facente parte della Marrata.
Ngopp o' Casale (Sopra al Casale), che coincide con lo sbocco per via Atzori, è la parte più rialzata del rione.
Ncopp' Sant'Angelo, comprendente tutta via Ovidio Forino ed il nucleo dell'ex chiesa di Sant'Angelo in Grotta.
Monte d'o' Casale d'o' puzzo (Montalbino di Casale del Pozzo), che comprende la zona pedemontana del rione appartenente alla località Montalbino, questa zona comprende via dei Pozzi, parte di via San Pasquale e via dei Ciliegi: in questa zona è presente una cisterna chiamata dai nocerini Casa dell'acqua.
Nella zona sono presenti diverse attività ristorative, tra le più rinomate della città, una palestra e diverse attività etniche.

## Storia

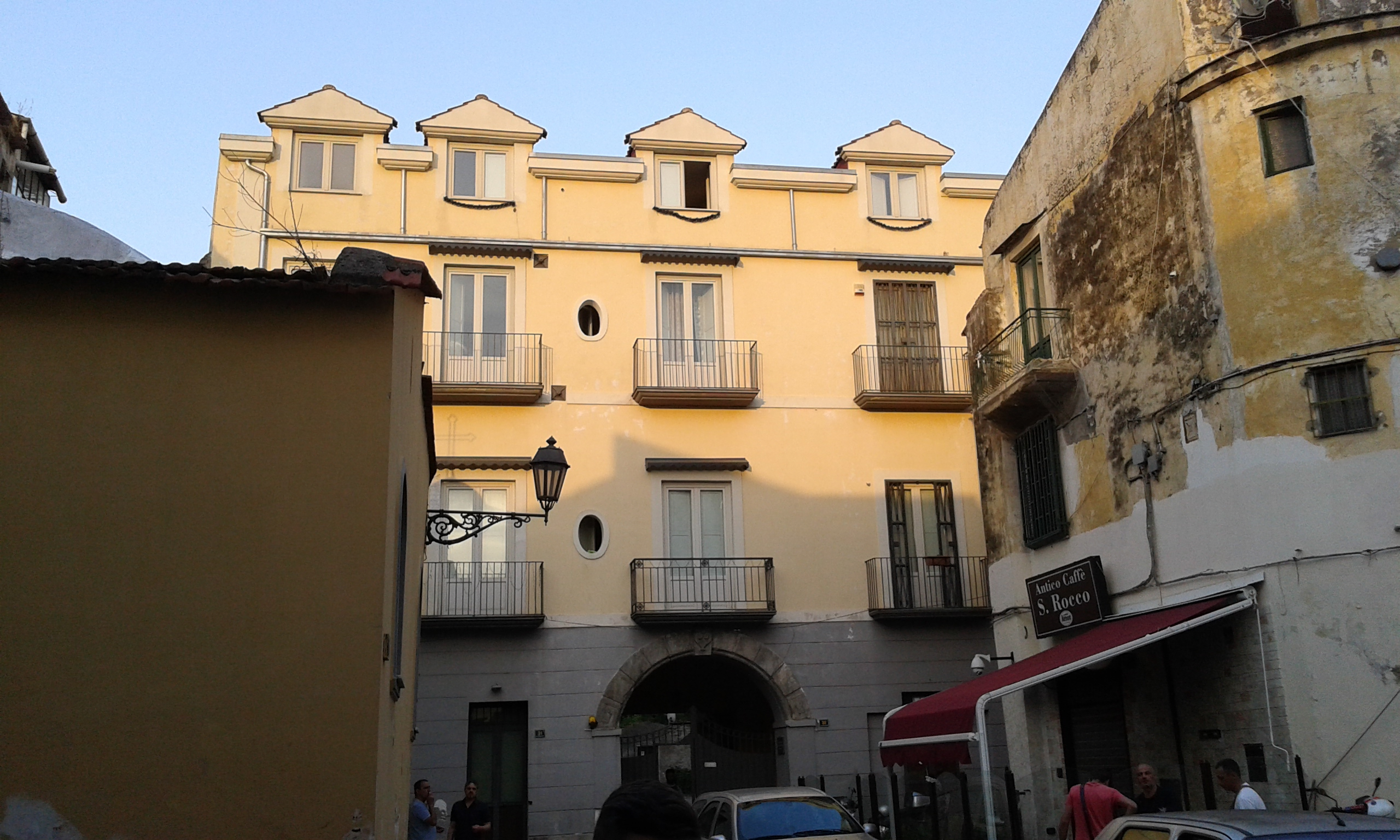
Il palazzo tardo-seicentesco degli Squadri contenente il portone della Madonnina

### L'Università di Sant'Angelo in Grotta
La fondazione del casale può legarsi alla nascita ed alla costruzione dell'insediamento cavense di Sant'Angelo in Grotta nella zona settentrionale del rione, avvenuta intorno al 1079. In realtà già dal 1023 si hanno notizie di Sant'Angelo e della sua grotta maggiore.. A testimonianza di ciò, sarebbe riconducibile la donazione del principe Giordano di Capua e di sua moglie Gaitelgrima, al monastero della Trinità, di alcuni vassalli del villaggio vicino e di proprietà anche ai piedi del castello nocerino, sui quali il Priore di Sant'Angelo in Grotta eserciterà, per alcuni secoli, anche la giurisdizione civile.. Nel 1111, l'allora signore di Nocera Giordano, terzogenito di Giordano I, confermò tali privilegi al Priore, garantendo anche la difesa di tali possedimenti.
Già dal 1470 l'area della chiesa (oggi via Forino e parte di via Federici) avrebbe dato vita all'Università autonoma di Sant'Angelo in Grotta, legata alla Prioria, qui un documento dell'abazzia cavense riporta che gli abitanti del gruppo di case attorno alla propria fossero dediti alla coltura di viti e castagni. L'università restò autonoma fino al passaggio di consegne, nel 1592, tra la Badia di Cava ed il Vescovo di Nocera riguardo al possesso di Sant'Angelo.
Nel 1507, una rivolta a Cava guidata dai Longo, costrinse i benedettini della Badia a spostarsi e rifugiarsi per diverso tempo, presso Sant'Angelo.
La costruzione dell'insediamento attorno all'area del grande pozzo di Casa Tortora e dell'attuale Via Federici sono stati per anni una pertinenza del vicino Capo Casale.

### L'Università dei Sei Casali
Dalla fine del XV secolo e lungo tutto il XVI secolo, esisteva un complesso maggiore noto come Sei Casali. Comprendeva, infatti, anche le aree dette Crocifisso (oggi piazzetta Pagliara), il nucleo dell'ex Università autonoma di Sant'Angelo in Grotta, appunto, e la cosiddetta Strettola di Capo Casale (oggi via Sellitti).
Tale complesso era già noto nella conta dei fuochi del 1532, 1545 (ciò fa intuire la forte autonomia di tale università, in quanto fino al 1547 gran parte di Nocera detta soprana era parte del Corpo di Nocera) e 1561, la cui Università a capo restava probabilmente ancora quella di Sant'Angelo.

### XVI e XVII secolo: l'Universitas Trium Casalium

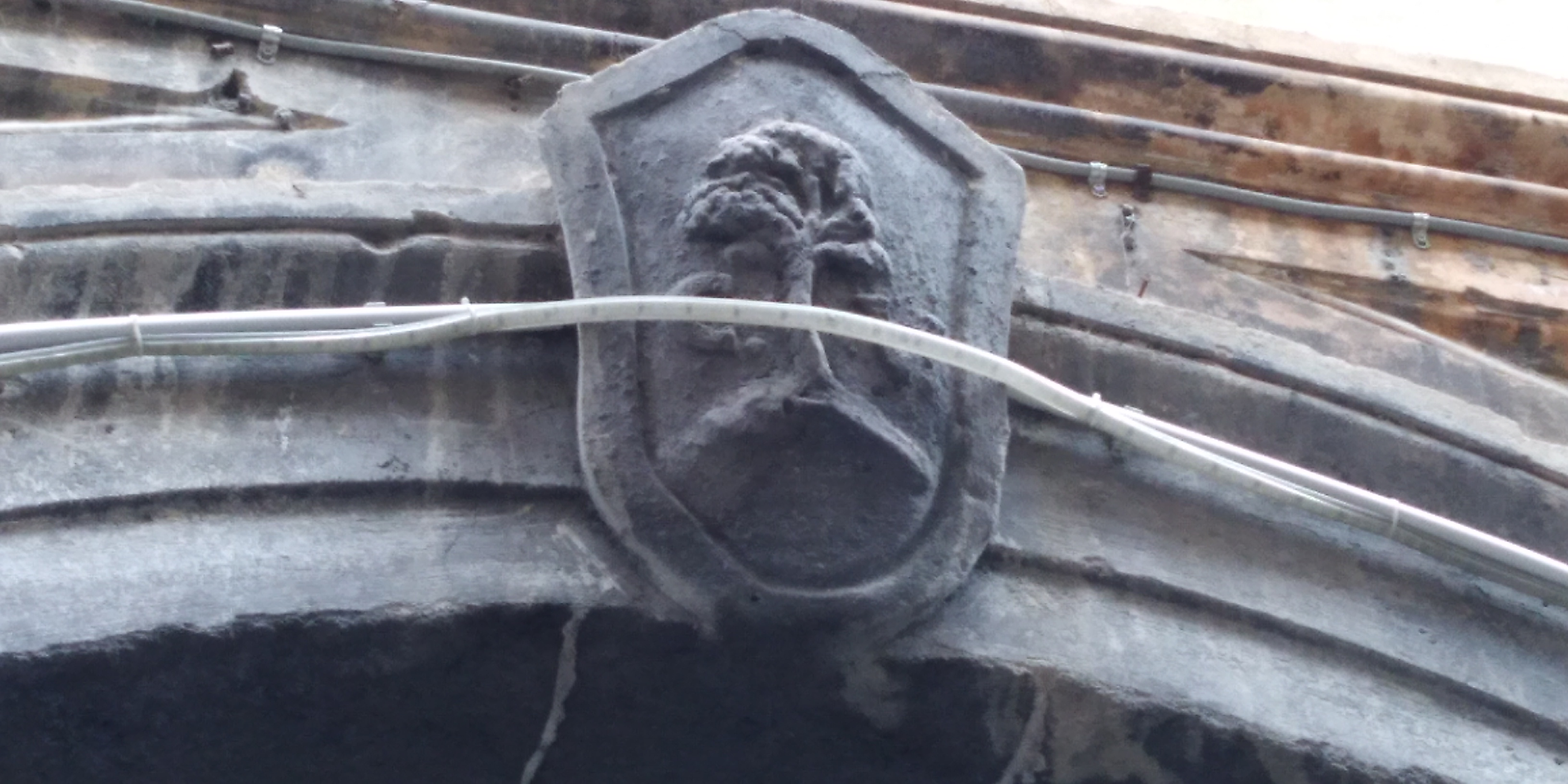
Antico stemma dell'università sul portone de Seminelle, uno simile lo si trova anche a Capocasale

Alla fine del XVI secolo si costituì dunque come autonoma l'Universitas Nucerina Trium Casalium, che comprendeva larga parte del centro storico di Nocera Inferiore, nota ancora oggi come Tre Casali (Capocasale, Casale del Pozzo e Casale Nuovo). Nella prima conta dei fuochi (censimento che raggruppa a 5 elementi in una famiglia per formare un fuoco) del 1595 in questa nuova Università, risultavano circa 232 fuochi (più o meno 1 160 abitanti). In quella del 1648 la popolazione restò invariata.
Dopo la pestilenza che nel 1656 colpì Nocera dei Pagani, nel Casale fu eretta una cappella come ex voto a San Rocco. Dalla successiva conta dei fuochi (1669), la popolazione sembrerebbe essere incrementata a 246 fuochi.
Formatasi lungo l'asse del cosiddetto corso vecchio, occupò la via commercialmente più interessante permettendo lo sviluppo di famiglie ricche come gli Spera, i Marrazzo, i Guerritore, i Fronda e i Del Pozzo. Tra i cognomi più frequentemente riscontrati negli archivi parrocchiali troviamo gli stessi Del Pozzo, i Tortora, i Cuomo, i Petrosino, i Marrazzo e i Vicidomini.

### XVIII secolo
Tra la fine del XVII e l'inizio del XVIII secolo, il casale vide un enorme implemento palaziale da parte delle famiglie facoltose del luogo, delle strutture imponenti sono visibili ancora oggi le date di costruzione o rifacimento, alcuni di questi palazzi, divenuti veri e propri cortili, presentavano sui fregi dei loro portali, oltre all'araldo della famiglia che lo possedeva o allo stemma universitario (come nel caso del Portone dei Seminelle), anche pregiati manufatti decorativi, quasi tutti andati perduti o trafugati nel post sisma degli anni '80 del XX secolo.
Nel 1799 si stabilì nel rione il generale cetarese Francesco Federici, nella residenza di sua cognata Caterina Fronda e suo fratello Nicola, che fu catturato e giustiziato nell'ottobre dello stesso anno per aver aderito ai moti napoletani. A lui sono dedicate la via principale del rione e una targa commemorativa.
L'Università faceva capo alla parrocchia di San Matteo, con la quale formò, nel XVIII secolo l'Università di San Matteo Tre Casali.
In quest'epoca, dagli archivi il casale è noto come strada dei Pozzi, Pozzo oppure col toponimo attuale.

### Epoca contemporanea
Il Casale divenne parte di Nocera San Matteo nel 1806, nel 1834 le due Nocera si riunirono e dal 1851 fa parte del comune di Nocera Inferiore.
In questi anni si attesta la presenza di famiglie di latifondisti come i Rocco (dal ramo di Lettere), ed i Giannelli, che dispongono di ampi spazi ai piedi del Monte Albino.
Nel 1909 lo psichiatra calabrese Domenico Ventra, legato alla storia del Vittorio Emanuele, entra in possesso di una settecentesca villa nei pressi del rione a ridosso di Sant'Angelo in Grotta, insieme al facoltoso nocerino Raffaele Canger, fondando la casa di cura Villa Chiarugi, tutt'ora attiva.
Nel '900, il rione ha vissuto la crescita e la decaduta industriale di Nocera Inferiore, infatti a ridosso del rione furono costruite diverse industrie (delle famiglie Cuomo e Spera), nonché l'imponente pastificio, appartenente alla famiglia dei Gabola del vicino rione della Marrata, divenuto successivamente un istituto Superiore.
Durante la seconda guerra mondiale, la grotta di Ngopp' Sant'Angelo fu usata come ricovero dai bombardamenti.
A seguito del catastrofico sisma del 1980, alcuni palazzi del rione subirono gravi danni e crolli.
A partire dall'inizio degli anni 2000, il rione, come tutti gli altri nell'area del Corso vecchio, è stato oggetto di un'imponente opera di recupero da parte dell'amministrazione locale.

## I cortili

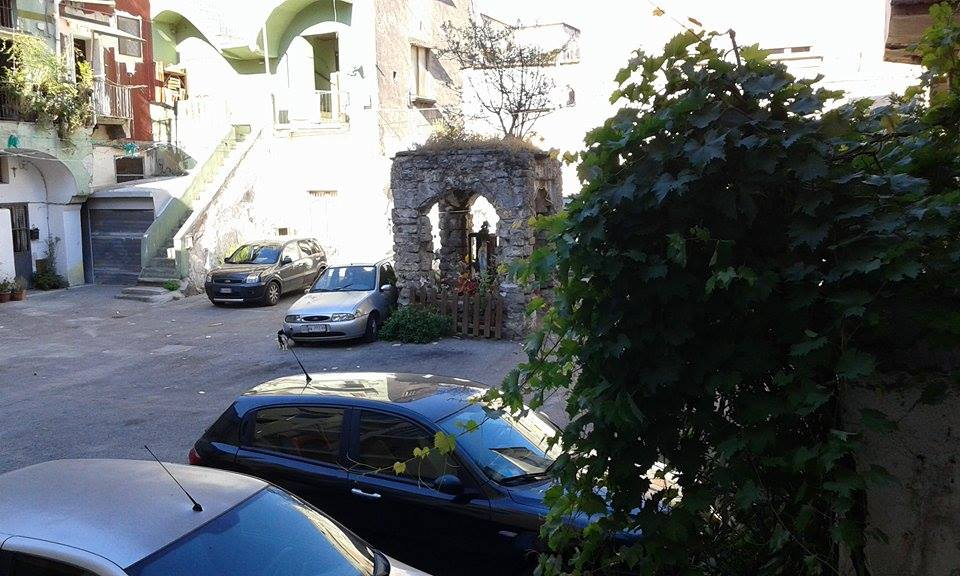
Il cortile di Casa Tortora con l'antico pozzo

Il Casale è costituito da molti cortili, spesso comunicati tra loro. Vista la posizione a ridosso della montagna e dei vicini flussi d'acqua, ogni cortile disponeva di un pozzo, il pozzo principale (e presumibilmente il più antico) si trova nel cortile di Casa Tortora. Alcuni cortili, o portoni, recano nomi folcloristici e dialettali come: Paccuni; il cortile dei Tre Dita; quello dei Mezzarecchia, quello de' E' Musulin (o Musollino), quello de' i Seminelle il portone della Madonnina e le due corti di San Rocco, adiacenti all'omonima cappella, le quali un tempo erano un ampio spiazzo attorno alla cappella.
Oltre ai pozzi, ogni cortile aveva anche un "fermo" per i carri da traino, in passato ogni portone si occupava della produzione del vino, della creazione di tele e della vendita della Neve.
Ogni cortile disponeva di un forno (in maggior parte ancora visibili), davanti a questi forni in pieno inverno venivano spesso abbandonati i neonati. Il Comune, nell'800, pensò di istituire la ruota, in via Strettola (sita in Capocasale), era appunto una ruota girevole, come quella dei conventi di clausura, dove si deponeva il bambino avvertendo i custodi con una campanella.
I cortili ed i giardini del rione sono comunicanti con quelli del rione di Capocasale e viceversa.

## La cappella di San Rocco e Sant'Angelo in Grotta
Il primo nucleo della cappella di San Rocco (comprendente il portale ed il campanile) risale al 1656, come ex voto al santo dopo una pestilenza che colpì la città di Nocera dei Pagani. Tra il 1867 ed il 1888, le ricche famiglie del posto ampliarono la struttura, donandole un piccolo altare. Nel 1911 la cappella fu decorata da una statua marmorea proveniente da Napoli.
Nel dopoguerra, obliterando un antico pozzo ed inglobando alcuni caseggiati adiacenti, vennero costruite la sagrestia, una piccola navata laterale ed una struttura sopraelevata che serviva da alloggio e rettoria.
La cappella è considerata un luogo sacro dagli abitanti del casale, che ne hanno curato più volte il restauro a proprie spese.
La struttura è una pertinenza della chiesa Madre di San Matteo.
Il 16 agosto tutto il casale festeggia il santo titolare della parrocchia, nel rione avviene la benedizione dei cani, in quanto lo stesso santo ne è il protettore. I festeggiamenti prevedono poi la processione tra le strade dell'antica Universitas Trium Casalium, toccando dunque anche Capocasale ed il Casale Nuovo, oltre che alla preparazione di un piatto locale chiamato fasuli cò' russo forte (fagioli al peperoncino), tale funzione si svolge solitamente la prima o la seconda domenica successiva al giorno 16.
Invece il 16 luglio viene innalzato il quadro del santo dopo che è stato portato in processione nel rione.

### Sant'Angelo in Grotta

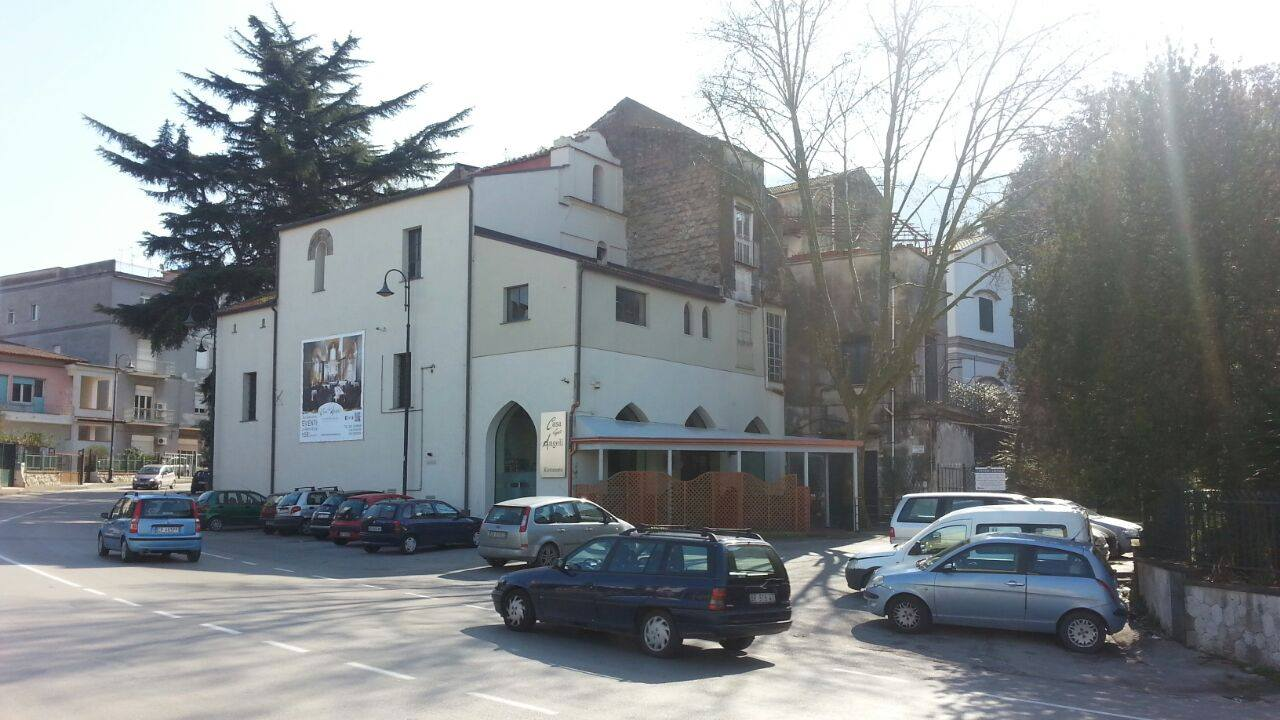
Il complesso di Sant'Angelo in Grotta

Nella zona settentrionale del rione è presente un ex convento: Sant'Angelo in Grotta, eretto intorno al 1079 da Pietro Pappacarbone, rappresenta il primo nucleo storico del casale. Prima ospizio, poi rettoria dipendente dalla Badia della Trinità di Cava, nel 1507 ospitò i monaci cavensi, in fuga da una rivolta. Restò sotto la giurisdizione dell'Abbazia cavense fino al 1592, quando fu ceduto al vescovo di Nocera.
Dismesso, attualmente è proprietà privata.

## La Venerazione alla Vergine dei Miracoli

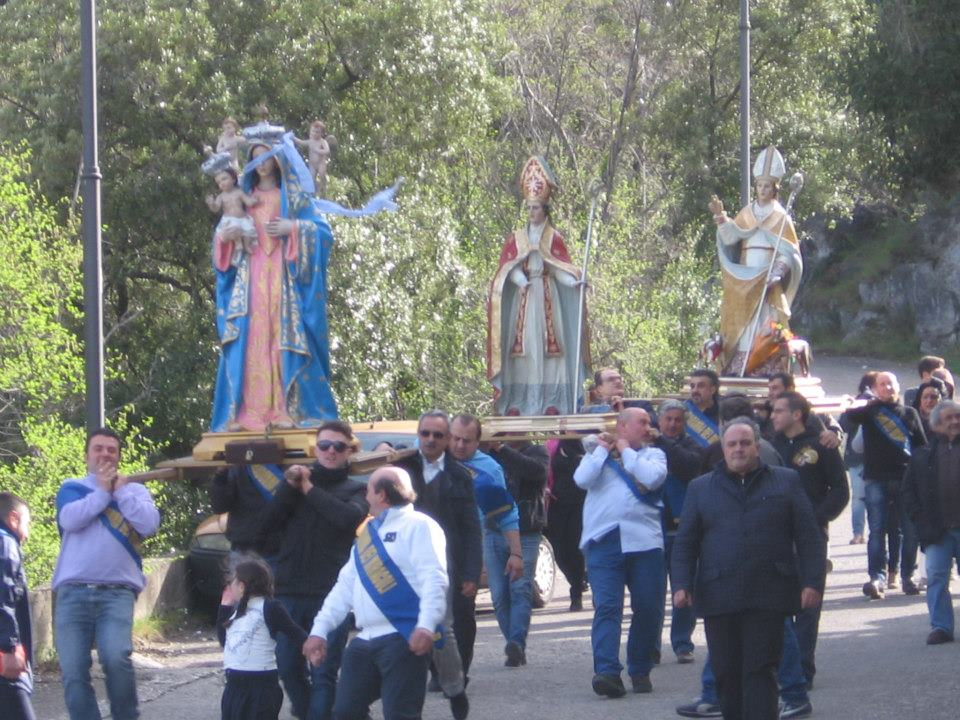
Le statue dei santi portate verso la cappella di San Rocco

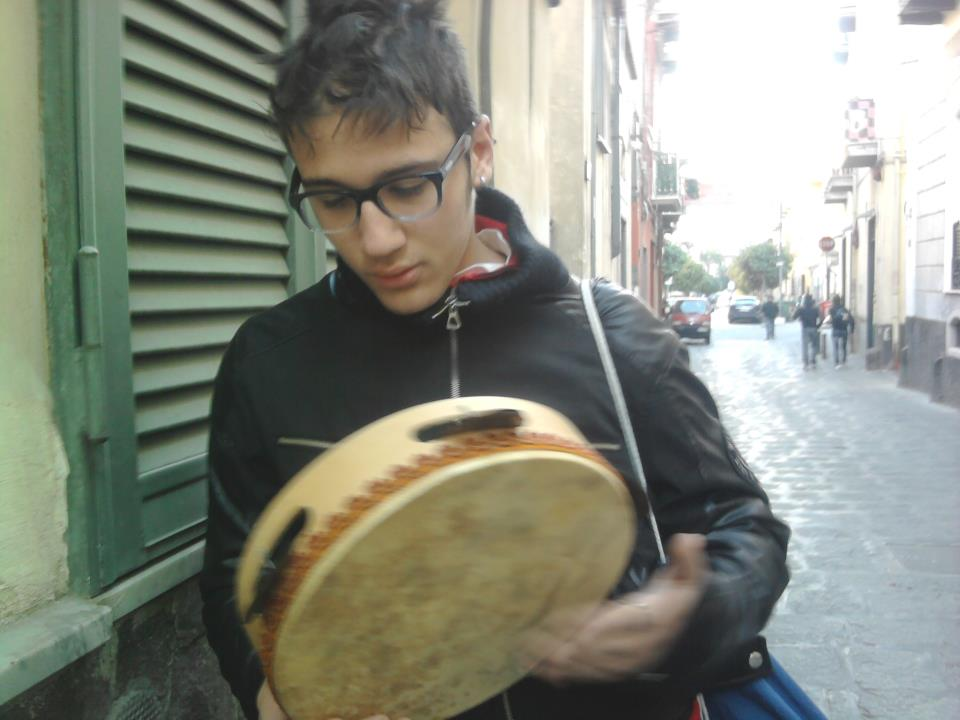
Uno dei suonatori durante la salita a Montalbino

Ogni domenica delle palme dal santuario vengono portate in processione le statue della Vergine Maria, di Sant'Eligio e Sant'Emidio. Le effigi vengono riposte nella cappella di San Rocco che vi rimangono fino al lunedì in albis, quando vengono portate in processione lungo la zona pedemontana dei tre casali e riposti nella chiesa di Santa Maria del Presepe.
Il martedì in albis, nella cosiddetta pasquetta nocerina i santi risalgono al santuario dove, nei giorni successivi, riceveranno la visita dei fedeli dell'Agro. Lungo le volte e gli spiazzi della salita al santuario, i fedeli si riuniscono per suonare e ballare musiche popolari.
I santi sono accompagnati al santuario con carri adornati trainati da cavalli, seguiti da cani e altri animali. Il culto degli animali è legato, infatti, alla figura di Sant'Eligio. Nel 2023 vista l'impossibilità di raggiungere il santuario per la chiusura della strada, causa frane del costone roccioso, si è deciso di celebrare la tradizionale festa presso la cattedrale di San Prisco; le celebrazioni religiose si sono svolte sul sagrato della cattedrale. Le statue partite in processione dalla cappella di San Rocco, il lunedì in albis, sono arrivate in cattedrale, così come il martedì in albis, in processione per le strade di Nocera Inferiore, partendo e ritornando sempre in cattedrale, dove resteranno nella cappella del Rosario in attesa della riapertura del santuario.

## Cultura

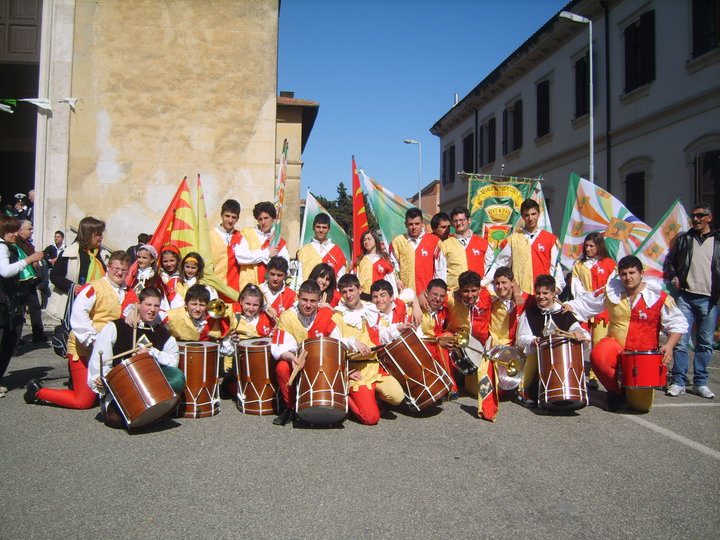
Il Gruppo Vecchio di San Rocco, a Pitigliano nel 2007.

Nel rione era presente un'associazione di sbandieratori e musici. Nato nel 1995 il gruppo era parte dell'Associazione per l'Elezione dei Sindaci Universali della Città di Nocera, si è poi unita nel 2004 al gruppo annesso al convento di Sant'Antonio sempre a Nocera Inferiore, cessando le attività nel 2012.
La religiosità nel rione ha un valore molto importante, così come il folklore.
Ogni 14 agosto, corti e cortili si adornano a festa ed espongono piccole nicchie dove sono presenti effigi della Vergine di Materdomini, inoltre in ci si riunisce per degustare la tradizionale palatella e la mpupata, il cocomero ed altre specialità locali.
Tale usanza è abbastanza frequente nelle due Nocera e dintorni.
Fino al 2000, nel rione veniva organizzato il Presepe Vivente, dal 2014, il nuovo comitato di quartiere, ha riavviato l'iniziativa, insieme allo storico falò dedicato a Santa Lucia, detto Scassaria o Scasseria, che si tiene ogni 12 dicembre.
Nei primi anni 2000 il rione era anche teatro della rievocazione storica dei sindaci particolari di Nocera Tre Casali, nell'ambito del più vasto corteo storico per l'elezione dei Sindaci universali di Nocera dei Pagani, patrocinata dell'Associazione per l'Elezione dei Sindaci Universali della Città di Nocera.
Originari del rione sono il giornalista Joe Marrazzo ed il cantautore Nando Citarella.
Il rione è interessato dal nero corteo del venerdì santo, dove una folta schiera di donne in nero, seguono l'effigie del Cristo morto.

### Ilfunerale di Carnevale
Molto sentito in passato nel rione, ripreso da qualche anno è l'allegorico funerale di Carnevale. Questa antica tradizione campana era diffusa maggiormente tra i comuni di Nocera Inferiore, Pagani e Sant'Egidio del Monte Albino e si tiene ogni martedì grasso. Carnevale è rappresentato da un fantoccio, posto su di un baldacchino funebre trasportato da giovani portantini, il corteo è accompagnato dalle pantomime farsesche delle vedove piangenti il Carnevale.
Di rilievo anche l'usanza di incendiare l'effigie del Carnevalone, che trovava maggior riscontro a Capocasale e al Casale Nuovo.

## Infrastrutture e trasporti
Dal rione si può raggiungere facilmente la vicina Stazione di Nocera Inferiore, nonché l'ingresso autostradale dell'A3.
Inoltre, parallelamente al corso, il rione segue, nella parte superiore, un tratto della Strada statale 18 Tirrena Inferiore, nota in quel tratto come Via Giuseppe Atzori, in precedenza Via Nazionale, toponimo usato ancora oggi in maniera gergale.
Facendo parte del centro città, anche il rione è una zona a traffico limitato.

## Curiosità
- Fino ai primi anni '90, il Casale del Pozzo aveva una sua squadra di calcio, la S.C. Casale del Pozzo, fondata nel 1982. La squadra ha militato nei campionati di Seconda e Terza Categoria. Nel 1991 ha rinunciato ad iscriversi al campionato, terminando di fatto la sua attività.
- Il rione ospitava la sede dei principali sostenitori della Nocerina, i Bothers 1987,lo storico gruppo si è sciolto dopo 29 anni di attività nel 2016.
- Nel rione è presente il triennio dell' I.I.S. Guglielmo Marconi di Nocera Inferiore.
- Nel 2017 il rione salì alla ribalta dopo che la trasmissione “Ciao Belli” di Radio Deejay mandò in onda le dichiarazioni di un cittadino che provocatoriamente dichiarò di volersi candidare a sindaco della città di Nocera Inferiore in vista delle imminenti elezioni comunali, avanzando proposte stravaganti: tra le quali l'intenzione di voler collegare il Casale del Pozzo col comune di Maiori, tramite un traforo scavato nel Monte Albino. Nonostante non si fosse realmente candidato, circa 700 schede presentarono poi il nome del cittadino succitato.[15]

## Galleria d'immagini

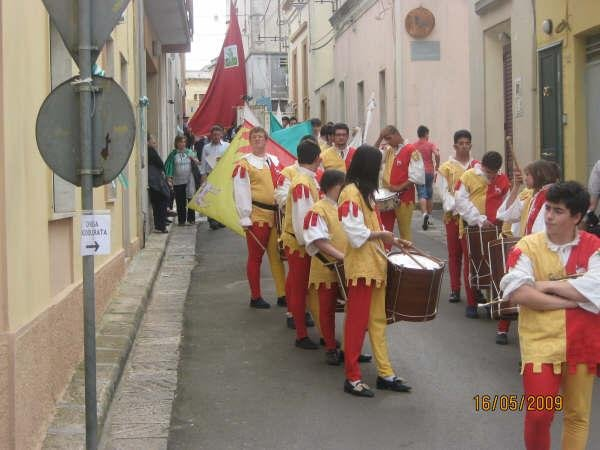
I musici durante una manifestazione ad Alezio nel 2008
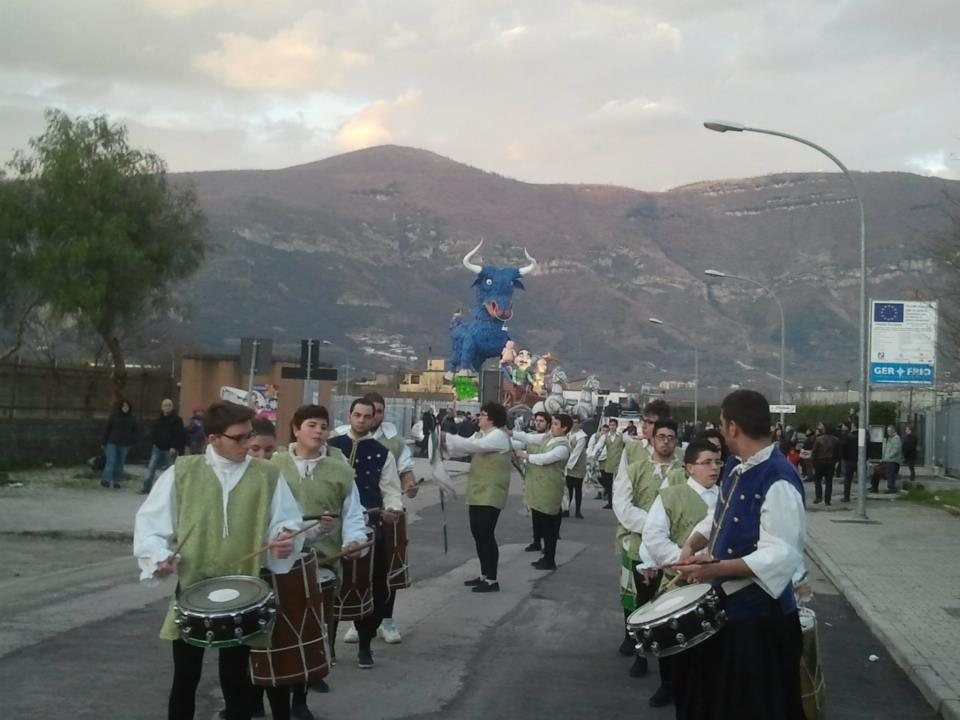
I musici nella manifestazione di Striano del Febbraio 2012
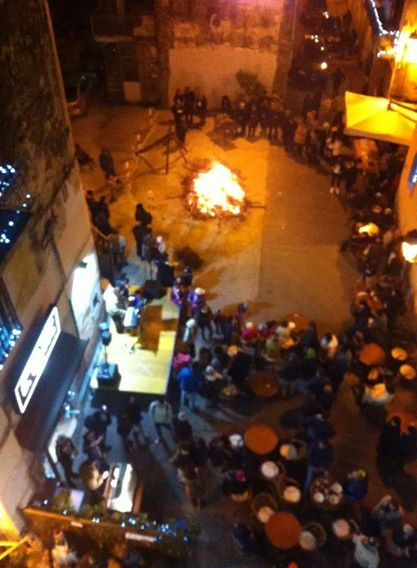
Il tradizionale falò di Santa Lucia, chiamato anche scassaria
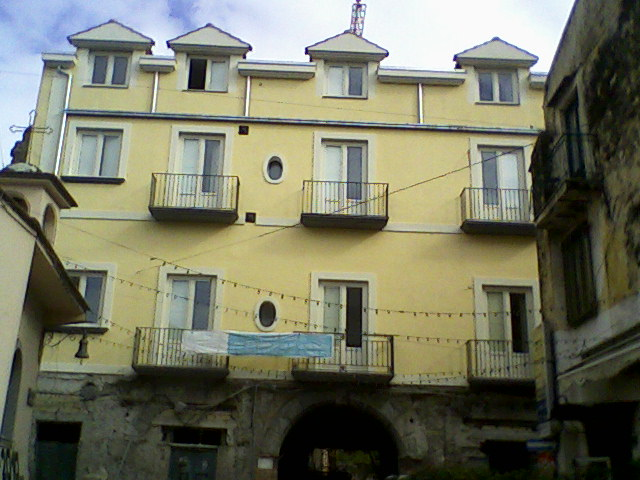
La casa tardo-seicentesca degli Squadri, detta della Madonnina per l'effigie nell'omonimo cortile, durante il restauro del 2010
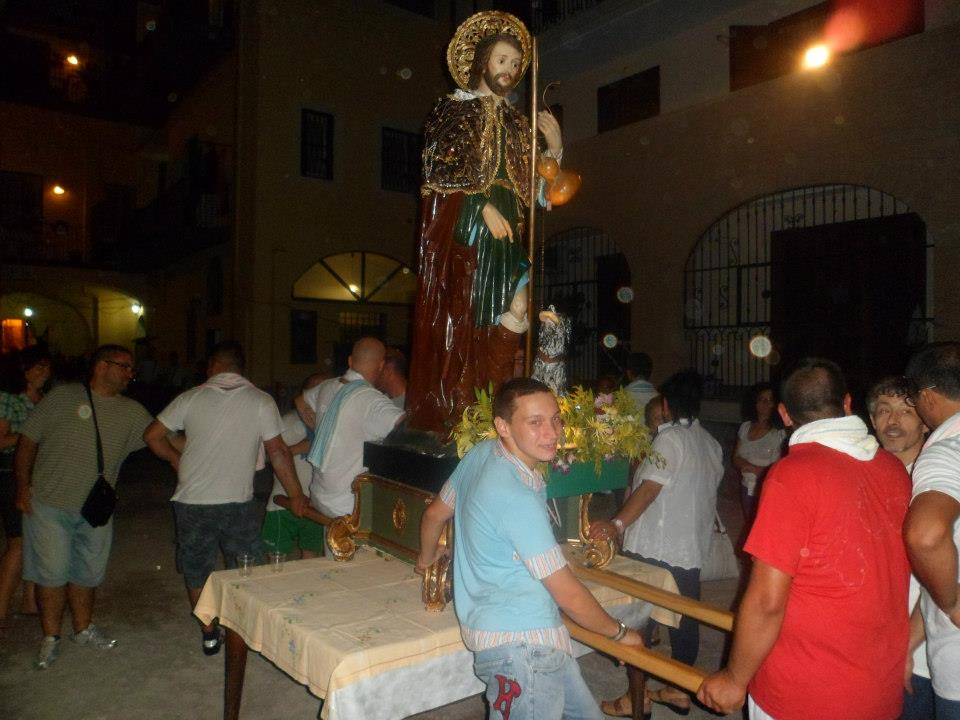
Il santo portato in processione per le vie della città, durante la processione del 23 agosto 2012